# 巴黎泛欧交易所
48°52′09″N 2°20′29″E / 48.86917°N 2.34139°E
巴黎泛欧交易所（Euronext Paris），即原巴黎證券交易所，是法國最大的證券交易所，位於巴黎第二區，成立於1724年，2000年併入Euronext旗下。該所上市公司總市值達4.58兆美金，是歐洲最大的證券交易所。
附近有巴黎地鐵3號線證券交易所站。

## 主要指數簡介
“法國巴黎券商公會40指數”或稱巴黎CAC40指數（Cotation Assistée en Continu 40）為依據巴黎證交所40支上市股票所編制的調整市值加權平均指數，該指數以1987年12月31日為基期，以1,000為基值。該指數自2003年12月1日起採用自由流通量作為計算基準。

## Euronext
歐洲單一貨幣是產生全歐股票交易要求的動力。歐元允許公司利用更廣泛的資本市場，與此同時，一系列跨境合併使得一國內進行交易的概念過時。各國證券交易所為保持競爭力，交易所合併遂應運而生。2000年3月巴黎、布魯塞爾和阿姆斯特丹証券交易所宣佈合併為Euronext，互相提供全歐洲交易服務。合併後其規模將僅次於倫敦證券交易所，成為歐洲第二大股票市場。

## 參看
- 泛歐股票交易所 - Euronext
- 巴黎商業交易所